# Phlebopterum praemorsum
Phlebopterum praemorsum är en insektsart som beskrevs av Stsl 1854. Phlebopterum praemorsum ingår i släktet Phlebopterum och familjen Flatidae. Inga underarter finns listade i Catalogue of Life.